# Magergöl (Virserums socken, Småland)
Magergöl är en sjö i Hultsfreds kommun i Småland och ingår i Emåns huvudavrinningsområde.